# Transportmidler til søs
|  | Denne artikel er oprettet af botten PalnaBot ud fra en ekstern database. Den kan derfor have sproglige fejl eller mangler. Denne skabelon kan fjernes efter kontrol af indholdet. |

Transportmidler til søs er en film instrueret af Jette Bang.

## Handling
Fanger på fjord i kajak, grødis. Storbåd på vej til et udsted. Skonnert i Julianehåb havn. "I/S Klapmydsen" v. Godthåb. Skonnert frosset inde. Hydroplan flyver, kortlægning af Grønland. Skibsværftet ved Holsteinsborg. Motorbåd trækkes på bedding. Dieselmotor smøres. Forskellige værkstedsfunktioner på værftet. Forstævn tilskæres.